# Agudat Israel
Agudat Israel (en hebreo: אֲגוּדָּת יִשְׂרָאֵל) (en español: "Unión [de] Israel", también transcrito como Agudat Yisrael, Agudath Israel, o Agudas Yisroel) empezó siendo el partido político representante del judaísmo ultraortodoxo en Israel. Su origen está en Europa en la primera mitad del siglo XX. A partir de las elecciones de 2009, formó la coalición Yahadut Hatorah con el partido político Déguel HaTorá.

## Resultados electorales
| Año                | Líder                  | Votos                                   | %                                       | Resultado | +/-         | Gob                    |
| ------------------ | ---------------------- | --------------------------------------- | --------------------------------------- | --------- | ----------- | ---------------------- |
| 1949               | Yitzhak-Meir Levin     | Miembro del Frente Religioso Unido      | Miembro del Frente Religioso Unido      | 2/120     | Nuevo       | Gobierno               |
| 1951               | Yitzhak-Meir Levin     | 13 799 (#9)                             | 2.0                                     | 3/120     | 1           | Gobierno               |
| 1955               | Yitzhak-Meir Levin     | Miembro del Frente Religioso de la Torá | Miembro del Frente Religioso de la Torá | 3/120     | Sin cambios | Gobierno               |
| 1959               | Yitzhak-Meir Levin     | Miembro del Frente Religioso de la Torá | Miembro del Frente Religioso de la Torá | 3/120     | Sin cambios | Gobierno               |
| 1961               | Yitzhak-Meir Levin     | 37 178 (#8)                             | 3.7                                     | 4/120     | 1           | Oposición              |
| 1965               | Yitzhak-Meir Levin     | 39 795 (#7)                             | 3.3                                     | 4/120     | Sin cambios | Oposición              |
| 1969               | Yitzhak-Meir Levin     | 44 002 (#4)                             | 3.2                                     | 4/120     | Sin cambios | Oposición              |
| 1973               | Shlomo Lorincz         | Miembro del Frente Religioso de la Torá | Miembro del Frente Religioso de la Torá | 3/120     | 1           | Oposición              |
| 1977               | Yehuda Meir Abramowicz | 58 652 (#6)                             | 3.4                                     | 4/120     | 1           | Oposición              |
| 1981               | Avraham Yosef Shapira  | 72 312 (#4)                             | 3.7                                     | 4/120     | Sin cambios | Oposición              |
| 1984               | Avraham Yosef Shapira  | 36 079 (#11)                            | 1.7                                     | 2/120     | 2           | Gobierno (1984-1985)   |
| 1984               | Avraham Yosef Shapira  | 36 079 (#11)                            | 1.7                                     | 2/120     | 2           | Oposición (1985-1988)  |
| 1988               | Moshe Zeev Feldman     | 102 714 (#4)                            | 4.5                                     | 5/120     | 3           | Gobierno               |
| 1992               | Avraham Yosef Shapira  | Miembro de Yahadut HaTorah              | Miembro de Yahadut HaTorah              | 3/120     | 2           | Oposición              |
| 1996               | Meir Porush            | Miembro de Yahadut HaTorah              | Miembro de Yahadut HaTorah              | 2/120     | 1           | Gobierno               |
| 1999               | Meir Porush            | Miembro de Yahadut HaTorah              | Miembro de Yahadut HaTorah              | 3/120     | 1           | Gobierno               |
| 2003               | Yaakov Litzman         | Miembro de Yahadut HaTorah              | Miembro de Yahadut HaTorah              | 3/120     | Sin cambios | Oposición              |
| 2006               | Yaakov Litzman         | Miembro de Yahadut HaTorah              | Miembro de Yahadut HaTorah              | 4/120     | 1           | Oposición              |
| 2009               | Yaakov Litzman         | Miembro de Yahadut HaTorah              | Miembro de Yahadut HaTorah              | 3/120     | 1           | Gobierno               |
| 2013               | Yaakov Litzman         | Miembro de Yahadut HaTorah              | Miembro de Yahadut HaTorah              | 4/120     | 1           | Oposición              |
| 2015               | Yaakov Litzman         | Miembro de Yahadut HaTorah              | Miembro de Yahadut HaTorah              | 4/120     | Sin cambios | Gobierno               |
| Abril de 2019      | Yaakov Litzman         | Miembro de Yahadut HaTorah              | Miembro de Yahadut HaTorah              | 4/120     | Sin cambios | Elecciones anticipadas |
| Septiembre de 2019 | Yaakov Litzman         | Miembro de Yahadut HaTorah              | Miembro de Yahadut HaTorah              | 4/120     | Sin cambios | Elecciones anticipadas |
| 2020               | Yaakov Litzman         | Miembro de Yahadut HaTorah              | Miembro de Yahadut HaTorah              | 4/120     | Sin cambios | Gobierno               |
| 2021               | Yaakov Litzman         | Miembro de Yahadut HaTorah              | Miembro de Yahadut HaTorah              | 3/120     | 1           | Oposición              |
| 2022               | Yitzhak Goldknopf      | Miembro de Yahadut HaTorah              | Miembro de Yahadut HaTorah              | 3/120     | Sin cambios | Gobierno               |